# Tarita Teriipaia
Tarita Tumi Teriipaia (* 29. Dezember 1941 in Bora Bora, Französisch-Polynesien) ist eine polynesische Tänzerin, die ihre Bekanntheit ihrem Auftritt in dem Film Meuterei auf der Bounty (1962) verdankt, in dem sie die Rolle der Maimiti spielte. Sie ist die Mutter zweier Kinder von Marlon Brando, dem Hauptdarsteller des Films.

## Leben
Tarita Teriipaia wuchs mit fünf Geschwistern auf. Ihre Eltern waren Fischer; die Familie hatte neben polynesischen auch chinesische Wurzeln. Teriipaia wurde von einem Drehteam der MGM entdeckt, das sich seit Ende 1960 auf Tahiti aufhielt, um dort die Außenaufnahmen für den Film Meuterei auf der Bounty zu drehen. Teriipaia arbeitete zu diesem Zeitpunkt als Tellerwäscherin und Tänzerin in einem Restaurant und wurde deshalb für die Rolle ausgewählt, weil sie wundervoll tanzte, sehr schön war und genau dem Typ einer wollüstig-unschuldigen Südsee-Schönheit entsprach, der den Produzenten vorschwebte. Die Rolle war schauspielerisch extrem anspruchslos, sodass Teriipaias Unerfahrenheit vor der Kamera keine Probleme verursachte. Sie erhielt von der MGM einen branchenüblichen langjährigen Studiovertrag und wurde dem Publikum später als „Primitive“ angekündigt, die noch nie in ihrem Leben Schuhe getragen habe. Nach Abschluss der Dreharbeiten für Meuterei auf der Bounty bekam sie keine weiteren Rollen mehr – Brando soll dafür gesorgt haben.
Marlon Brando, der in dem Film die Rolle des Fletcher Christian spielte und ein notorischer Womanizer war, übernahm es, Teriipaia während der Dreharbeiten persönlich zu betreuen und begann mit ihr bald eine Liebesbeziehung, die – mit vielen Unterbrechungen – bis zu seinem Lebensende anhielt. Am 30. Mai 1963 wurde der Sohn Teihotu geboren, am 20. Februar 1970 die Tochter Tarita Zumi Cheyenne; beiden gab Brando jedoch erst am 12. Februar 1973 seinen Namen. Seit der Geburt von Teihotu lebte Teriipaia meist auf einem Strandanwesen in Papeete, das Brando zu diesem Zeitpunkt für sie erwarb.

## Filmografie
- 1962: Meuterei auf der Bounty (Mutiny on the Bounty)
- 2007: Brando
- 2015: Listen to Me Marlon